# Heart (album)
Heart – ósmy album studyjny zespołu Heart wydany w 1985 roku. Płyta kontynuowała mainstreamowe brzmienie słyszalne na poprzedniczce, dzięki któremu zespół na nowo odniósł sukces. Największą popularność odniosły single What About Love, These Dreams (#1 Billboard Hot 100), Never oraz Nothin' at All. Pierwsze trzy zajęły miejsce w pierwszej dziesiątce Billboard Hot 100.
W 1986 album został nominowany do Nagrody Grammy w kategorii najlepszy występ rockowy duetu lub grupy.

## Lista utworów
- Utwory: 5, 7, 9 i 10 powstały przy współpracy z Howardem Leesem, Markiem Andesem, Dennym Carmassim oraz Sue Ennis

1. "If Looks Could Kill" - 3:42
2. "What About Love" - 3:41
3. "Never" - 4:07
4. "These Dreams" - 4:15
5. "The Wolf" - 4:03
6. "All Eyes" - 3:55
7. "Nobody Home" - 4:07
8. "Nothin' at All" - 4:13
9. "What He Don't Know" - 3:41
10. "Shell Shock" - 3:42

## Lista sprzedaży
| Notowanie (1985–88)                      | Pozycja |
| ---------------------------------------- | ------- |
| Australian Albums (Kent Music Report)    | 37      |
| European Albums (Music & Media)          | 59      |
| Finnish Albums (Suomen virallinen lista) | 18      |

### Notowania końcoworoczne
| Notowanie (1985)            | Pozycja |
| --------------------------- | ------- |
| Canada Top Albums/CDs (RPM) | 45      |
| US Billboard 200            | 79      |

| Notowanie (1986)            | Pozycja |
| --------------------------- | ------- |
| Canada Top Albums/CDs (RPM) | 9       |
| US Billboard 200            | 2       |

## Wykonawcy

### Heart
- Ann Wilson – wokal
- Nancy Wilson – gitara prowadząca, gitara akustyczna, mandolina, wokal wspomagający; wokal (utwór 4)
- Howard Leese – gitara prowadząca, keyboard, mandolina, wokal wspomagający
- Mark Andes – gitara basowa
- Denny Carmassi – bęben

### Technicy
- Ron Nevison – produkcja, inżynieria
- Mike Clink – asystent inżyniera
- Brian Foraker – drugi asystent inżyniera
- Mike Reese – mastering

### Muzycy gościnni
- Peter Wolf - syntezatory, fortepian akustyczny
- Mickey Thomas - wokal wspierający (utwory 2, 6, 10)
- Johnny Colla - wokal wspierający (utwory 4, 8)
- Grace Slick - wokal wspierający (utwór 2)
- Lynn Wilson - wokal wspierający
- Holly Knight - klawiatura
- Frankie Sullivan - gitara solo (utwór 7); dodatkowa gitara (utwór 8)
- Scotty Olson - technik gitarowy
- Gary Clark - perkusista